# Giada Carmassi
Giada Carmassi (Latisana, 15 maggio 1994) è un'ostacolista italiana, attuale primatista italiana dei 100 metri ostacoli.

## Biografia
Nata a Latisana (UD) e cresciuta a Udine, ha iniziato a praticare atletica leggera convinta dal suo insegnante di educazione fisica, provando gli ostacoli, in terza media dopo aver praticato il nuoto e la ginnastica artistica.
Nel 2023 ai campionati italiani a Molfetta vince il primo titolo italiano assoluto col tempo di 13"14 battendo di soli 3 millesimi Elena Carraro.
A febbraio 2024 viene convocata per i campionati del mondo indoor di Glasgow. Il 15 giugno firma a Stoccolma il nuovo primato italiano sui 100 metri ostacoli, con il crono di 12"69.

## Progressione

### 60 metri ostacoli indoor
| Stagione | Misura | Luogo     | Data      | Rank. Mond. |
| -------- | ------ | --------- | --------- | ----------- |
| 2025     | 7"98   | Apeldoorn | 6-3-2025  |             |
| 2024     | 8"03   | Glasgow   | 3-3-2024  |             |
| 2023     | 8"18   | Ancona    | 18-2-2023 |             |
| 2022     | 8"36   | Ancona    | 26-2-2022 |             |
| 2021     | 8"29   | Udine     | 7-2-2021  |             |
| 2019     | 8"86   | Padova    | 20-1-2019 |             |
| 2018     | 8"59   | Ancona    | 17-2-2018 |             |
| 2017     | 8"64   | Ancona    | 21-1-2017 |             |
| 2016     | 8"40   | Ancona    | 7-2-2016  |             |
| 2015     | 8"28   | Ancona    | 8-2-2015  |             |
| 2014     | 8"67   | Udine     | 26-1-2014 |             |
| 2013     | 8"69   | Ancona    | 16-2-2013 |             |
| 2012     | 8"57   | Udine     | 5-2-2012  |             |
| 2011     | 9"18   | Udine     | 5-2-2011  |             |

### 100 metri ostacoli
| Stagione | Misura | Luogo     | Data      | Rank. Mond. |
| -------- | ------ | --------- | --------- | ----------- |
| 2025     | 12"69  | Stoccolma | 15-6-2025 |             |
| 2024     | 12"87  | La Spezia | 29-6-2024 |             |
| 2023     | 13"08  | Palermo   | 10-6-2023 |             |
| 2022     | 13"17  | Brugnera  | 16-7-2022 |             |
| 2021     | 13"10  | Palermo   | 18-9-2021 |             |
| 2020     | 13"24  | Vicenza   | 11-7-2020 |             |
| 2019     | 13"77  | Nembro    | 28-6-2019 |             |
| 2018     | 13"77  | Savona    | 23-5-2018 |             |
| 2017     | 13"58  | Orvieto   | 28-5-2017 |             |
| 2016     | 13"86  | Udine     | 7-5-2016  |             |
| 2015     | 13"32  | Udine     | 9-5-2015  |             |
| 2014     | 13"68  | Rovereto  | 19-7-2014 |             |
| 2013     | 13"93  | Rieti     | 19-7-2013 |             |
| 2012     | 14"07  | Pordenone | 20-6-2012 |             |
| 2011     | 15"03  | Pordenone | 14-5-2011 |             |

## Palmarès
| Anno | Manifestazione  | Sede       | Evento   | Risultato  | Prestazione | Note |
| ---- | --------------- | ---------- | -------- | ---------- | ----------- | ---- |
| 2012 | Mondiali U20    | Barcellona | 100 m hs | Batteria   | 14"09       |      |
| 2013 | Europei U20     | Rieti      | 100 m hs | Batteria   | 13"93       |      |
| 2015 | Europei U23     | Tallinn    | 100 m hs | Semifinale | 13"78       |      |
| 2024 | Mondiali indoor | Glasgow    | 60 m hs  | Semifinale | 8"27        |      |
| 2024 | Europei         | Roma       | 100 m hs | Semifinale | 13"00       |      |
| 2025 | Europei indoor  | Apeldoorn  | 60 m hs  | Semifinale | 8"04        |      |
| 2025 | Mondiali indoor | Nanchino   | 60 m hs  | Batteria   | 8"15        |      |

## Campionati nazionali
- 2 volte campionessa assoluta dei 100 m hs (2023, 2024)
- 1 volta campionessa assoluta indoor dei 60 m hs (2025)
- 2 volte campionessa promesse indoor dei 60 m (2015, 2016)
- 2 volte campionessa promesse dei 100 m hs (2014, 2015)
- 1 volta campionessa juniores indoor dei 60 m hs (2013)
- 1 volta campionessa juniores dei 100 m hs (2013)

2011
- Argento ai campionati italiani allievi, (Rieti), 100 m hs - 14"27

2012
- 1º nella finale B ai campionati italiani assoluti indoor (Ancona), 60 m hs - 8"64
- Argento ai campionati italiani juniores, (Misano Adriatico), 100 m hs - 13"99

2013
- Oro ai campionati italiani juniores indoor, (Ancona), 60 m hs - 8"74
- 1º nella finale B ai campionati italiani assoluti indoor (Ancona), 60 m hs - 8"68[5]
- Oro ai campionati italiani juniores, (Torino), 100 m hs - 13"98

2014
- Bronzo ai campionati italiani promesse indoor, (Ancona), 60 m hs - 8"70
- el. in batteria ai campionati italiani assoluti indoor (Ancona), 60 m hs - 8"82
- Oro ai campionati italiani promesse, (Torino), 100 m hs - 13"82
- 6ª ai campionati italiani assoluti (Rovereto), 100 m hs - 13"68

2015
- Oro ai campionati italiani promesse indoor, (Ancona), 60 m hs - 8"30
- Argento ai campionati italiani assoluti indoor (Padova), 60 m hs - 8"28
- Oro ai campionati italiani promesse, (Rieti), 100 m hs - 13"52
- Bronzo ai campionati italiani assoluti (Torino), 100 m hs - 13"41

2016
- Oro ai campionati italiani promesse indoor, (Ancona), 60 m hs - 8"52
- 7ª ai campionati italiani assoluti indoor (Ancona), 60 m hs - 8"52
- Bronzo ai campionati italiani promesse, (Bressanone), 100 m hs - 14"17

2017
- 7ª ai campionati italiani assoluti (Trieste), 100 m hs - 13"85

2018
- el. in batteria ai campionati italiani assoluti indoor (Ancona), 60 m hs - 8"59

2019
- el. in semifinale ai campionati italiani assoluti (Bressanone), 100 m hs - 14"33

2020
- 4ª ai campionati italiani assoluti (Padova), 100 m hs - 13"46

2021
- 4ª ai campionati italiani assoluti indoor (Ancona), 60 m hs - 8"40
- 5ª ai campionati italiani assoluti (Rovereto), 100 m hs - 13"45

2022
- 7ª ai campionati italiani assoluti indoor (Ancona), 60 m hs - 8"36
- 4ª ai campionati italiani assoluti (Rieti), 100 m hs - 13"25

2023
- 4ª ai campionati italiani assoluti indoor (Ancona), 60 m hs - 8"18
- Oro ai campionati italiani assoluti (Molfetta), 100 m hs - 13"14

2024
- 4ª ai campionati italiani assoluti indoor (Ancona), 60 m hs - 8"18[6]
- Oro ai campionati italiani assoluti (La Spezia), 100 m hs - 12"87

2025
- Oro ai campionati italiani assoluti indoor (Ancona), 60 m hs - 8"02
- Argento ai campionati italiani assoluti (Caorle), 100 m hs - 13"11

## Altre competizioni internazionali
2015
- 5ª ai Campionati europei a squadre, ( Čeboksary), 100 m hs - 13"68

2024
- 8ª al Golden Gala ( Roma), 100 m hs - 13"20

2025
- 6ª al Bauhaus-Galan ( Stoccolma), 100 m hs - 12"69 (+1,4 m/s)
- 4ª ai campionati europei a squadre di atletica leggera ( Madrid), 100 m hs - 12"62 (+2,2 m/s) w
- 8ª all'Herculis ( Monaco), 100 m hs - 12"82 (−1,1 m/s)